# 박소희 (만화가)
박소희(1978년 3월 24일~)는 대한민국의 만화가이다.

## 트리비아
경상북도 대구 출생인 그녀는 2000년에 만화가 첫 등단하였고 특히 2002년에서 2012년까지 순정만화 잡지 《윙크》에 10년간 연재한 《궁》은 2006년에 MBC 문화방송 TV 시리즈 《궁》으로도 만들어져 방영되었다.

## 주요 작품
- 《영혼결혼식》 1권
- 《리얼퍼플》 3권(완결)
- 《궁》 27권(완결)

## 수상 경력
- 2000년 제2회 서울문화사 신인만화대상 은상
- 2003년 대한민국 만화대상 신인상
- 2003년 대한민국 만화대상 인기상
- 2003년 독자만화대상 장편부분 1위
- 2004년 대한민국 만화대상 인기상
- 2005년 대한민국 만화대상 인기상(중복 수상)
- 2006년 대한민국 만화대상 인기상(3회 중복 수상)
- 2007년 일본 국제만화상 장려상
- 2009년 대한민국 만화대상 인기상(통산 4회 중복 수상)